# Шоберт, Иоганн
Иоганн Шоберт (нем. Johann Schobert; ум. 28 августа 1767, Париж) — французский композитор и клавесинист немецкого происхождения.
Биография Шоберта до последнего периода его жизни, парижского, практически неизвестна. Год его рождения в разных источниках указывается в диапазоне от 1720 до 1740-го (1735 год считается более вероятным); родом он был то ли из Силезии, то ли из Эльзаса, называют также Нюрнберг и Мангейм. Твёрдо известно лишь то, что в 1760 или 1761 гг. Шоберт обосновался в Париже, где и провёл остаток жизни. Он стал придворным музыкантом принца де Конти и концертировал как виртуоз, однако в наибольшей степени прославился своими композициями, опубликовав 20 опусов — в общей сложности около 40 сонат для клавира (со скрипкой ad libitum), четыре клавирных концерта, несколько других инструментальных сочинений. Кроме того, единожды Шоберт попробовал себя в оперном жанре, сочинив комическую оперу «Лесничий и браконьер» (фр. Le Garde-Chasse et le Braconnier); вероятно, он также был в числе соавторов комической оперы «Бондарь» (фр. Le Tonnelier; 1765, с Госсеком, Триалем и Филидором).
На рубеже 1763—1764 гг. с Шобертом и его музыкой познакомился юный Вольфганг Амадей Моцарт, гастролировавший в Париже. По преданию, Леопольд Моцарт-старший публично заявил, что его дети (Вольфганг и его сестра Наннерль) без труда справляются с сонатами Шоберта, чем нанёс ему оскорбление. Однако сам Вольфганг Амадей отнёсся к музыке Шоберта с интересом и симпатией, использовав первую часть шобертовской сонаты Op. 17, No. 2 в Анданте своего второго клавирного концерта (K. 39). Музыковедение начала XX века (в лице особенно Д. Хасси) высоко оценило влияние Шоберта на мальчика Моцарта, возводя именно к этому моменту зарождение в моцартовском творчестве романтической тенденции наряду с классицистской.
Шоберт скоропостижно скончался вместе с женой, одним из своих детей, служанкой и четырьмя знакомыми после того, как все они поели за обедом ядовитых грибов.